# Tjampedak
De tjampedak (Artocarpus integer) is een plant uit de moerbeifamilie (Moraceae). Het is een aan de nangka (Artocarpus heterophyllus) verwante, tot 20 m hoge, groenblijvende of in droge tijden bladverliezende, melksap bevattende boom, die zich van de nangka onderscheidt door 3 mm lange, stugge, bruine haren op de takken, bladeren en bloemstelen en –knoppen. De 5-28 × 2,5-12 cm grote, ovale, afwisselend geplaatste bladeren zijn aan jonge scheuten vaak drielobbig, maar verder ongelobd en gaafrandig. Ze zijn donkergroen van kleur en hebben lichtgroene nerven.
Er zijn aparte mannelijke en vrouwelijke bloeiwijzen, die uit zeer kleine bloemen bestaan. De mannelijke bloeiwijzen zijn cilindrisch, 2-5 × 1 cm groot en groeien meestal eindstandig aan jonge takken. De vrouwelijke, tot 6 cm grote, bolvormige bloeiwijzen ontspringen aan de stam en de dikke takken (cauliflorie). De cilindervormige vruchten lijken op een kleinere en smallere versie van de nangka. Ze zijn 20-35,5 × 10-15 cm groot en bevatten tot 3 cm lange zaden. Rijpe vruchten zijn geel tot goudbruin en ruiken onaangenaam zoetig. De schil is dunner dan die van de nangka. Het sappige vruchtvlees is donkergeel of oranje en zoet-aromatisch van smaak. De vrucht wordt vanwege de smaak meestal meer gewaardeerd dan de nangka. De zaden kunnen geroosterd worden gegeten.
De boom komt van oorsprong uit Maleisië. De soort wordt van Myanmar tot Nieuw-Guinea gekweekt. De plant gedijt in vochtig, heet laagland in gebieden zonder lange droge tijd. In bergland vindt men de plant tot ongeveer 1300 m hoogte.
De plant kan vermeerderd worden door zaaien, waarna de plant na vijf jaar vruchten kan voortbrengen. Ook kan de plant worden geënt op een onderstam van een verwante soort zoals de nangka.
|  |  |